# Fernando Pimenta
Fernando Ismael Fernandes Pimenta, född den 13 augusti 1989 i Viana do Castelo, är en portugisisk kanotist.

## Karriär
Pimenta tog OS-silver i K2 1000 meter i samband med de olympiska kanottävlingarna 2012 i London.
Vid olympiska sommarspelen 2020 i Tokyo tog Pimenta brons i K-1 1000 meter. Vid EM i Poznań 2021 tog han silver i K-1 1000 meter och brons i K-1 5000 meter. Under året tog Pimenta även guld i K-1 1000 meter vid VM i Köpenhamn.